# Суммарный рейтинг рекламной кампании
Суммарный рейтинг рекламной кампании (англ. Gross Rating Point, GRP) — маркетинговый показатель, отражающий масштаб рекламного воздействия. Считается методом суммирования рейтингов всей рекламной кампании по всем носителям.
Помимо термина «суммарный рейтинг» используются также варианты: накопленный рейтинг, валовой оценочный коэффициент, валовой рейтинг, сумма рейтинговых пунктов.

## Расчёт

### Особенности расчета
Суммарный рейтинг рекламной кампании показывает, сколько раз рекламное сообщение попадается людям на глаза за период рекламной кампании. Особенностью GRP является то, что при его расчете учитываются все контакты, как первые, так и повторные.
Если же цель — определить какое число людей увидели рекламу, то здесь речь пойдет уже не о GRP, а об охвате.
Для расчета GRP рекламной кампании необходимо знать все рейтинги, набранные отдельными выходами рекламных сообщений. Такой рейтинг — это процентное соотношение аудитории, которая видела эфирное событие, по отношению ко всей аудитории, которая могла его видеть. В некоторых случаях вместо термина GRP используют термин TRP (англ. target rating points) — рейтинг в целевой аудитории, которая интересует рекламодателя.

### Пример расчета
Например, если в первый день рекламной кампании рекламу увидело 20 % аудитории, то рейтинг равен 20.
Во второй день 45 % аудитории «проконтактировали» с рекламой, рейтинг равен 45.
Третий день — 47 %, рейтинг — 47.
По данным результатам, валовой рейтинг (GRP), будет равен 20+45+47=112. (Знак процента обычно опускается)

## Использование
При медиапланировании, как часть планирования кампании, рассчитывается общий охват, средняя частота и GRP. Основная цель — получение максимально возможного GRP при минимальной стоимости.
GRP — часто используемая единица в медиапланировании. На профессиональном жаргоне заказ клиента может звучать так: «Хочу купить тысячу GRP на телевидении».